# Цирили
Цирили је насеље у Италији у округу Катанија, региону Сицилија.
Према процени из 2011. у насељу је живело 97 становника. Насеље се налази на надморској висини од 748 м.